# Shallow Side
Shallow Side ist eine 2010 gegründete US-amerikanische Hard-Rock-/Alternative-Rock-/Alternative-Metal-Band aus Cullman, Alabama. Die Band steht bei Thermal Entertainment unter Vertrag und hat drei Studioalben veröffentlicht.

## Geschichte
Die Band wurde 2010 gegründet. 2012 erschien die erste EP Home Today, gefolgt von Stand Up (2014) und One (2016). Das erste volle Studioalbum erschien 2018 mit Origins gefolgt von Saints & Sinners (2019). 2024 erschien mit Reflections der dritte Longplayer. Ihr Song Can You Hear Me erreichte Platz 34 der US Billboard Mainstream Rock Charts im Mai 2017. Auch weitere Singles erreichten dort Chartpositionen. 2018 begab sich die Band auf die Resurrection Tour mit Puddle of Mudd, Saliva, Tantric und The Veer Union.

## Diskografie
Studioalben
- Origins (2018)
- Saints & Sinners (2019)
- Reflections (2024)

EPs
- Home Today (2012)
- Stand Up (2014)
- One (2016)

Singles
- From the Bottom (2012)
- Rebel (2016)
- Can You Hear Me (2017)
- The Worst Kind (2022)
- You’re the Reason (2023)
- Filters (featuring Elias Soriano, 2024)